# Pilatusbahn
Le Pilatusbahn (PB) (en français, « chemin de fer du Pilate »), exploité par une entreprise ferroviaire suisse, relie la commune d'Alpnachstad dans le canton d'Obwald à la montagne Pilatus-Kulm (2 120 m) par un chemin de fer à crémaillère le plus raide du monde selon un tracé téméraire avec une pente jusqu'à 480 ‰,,,, comprenant sept tunnels et plus de vingt-trois ponts.

## Histoire
La ligne à voie étroite (800 mm) sur une longueur de 4,6 km a été mise en exploitation le 4 juin 1889, tout d'abord avec une traction à vapeur. L'électrification en courant continu de 1 500 volts fut effective dès 1937, avec la mise en service de la première motrice électrique le 15 mai 1937.
C'est l'ingénieur zurichois Eduard Locher (en) qui fut le constructeur du PB et il conçut un système de crémaillère différent de celui de Niklaus Riggenbach. Les locomotives présentaient une combinaison de machines à vapeur et de voitures de trente-deux places assises. La chaudière était placée en travers du véhicule, côté pente.
Jusqu'en 1937, onze automotrices à vapeur effectuaient le parcours en 75 minutes. En 2011, le trajet est effectué entre 30 et 40 minutes et plus de 300 000 personnes empruntent chaque année ce moyen de transport.
Depuis 1956, il est possible de monter au Pilatus en télécabine avec le Kriens-Fräkmüntegg et le téléphérique du Pilatus. Les deux installations appartiennent à la compagnie du PB.
Au sommet, deux hôtels attendent les visiteurs, le Bellevue et le Pilatus-Kulm. Ce dernier, construit en 1890, est classé monument historique.
En 2001, l'American Society of Mechanical Engineers classe l'installation comme Historic Mechanical Engineering Landmark (en).

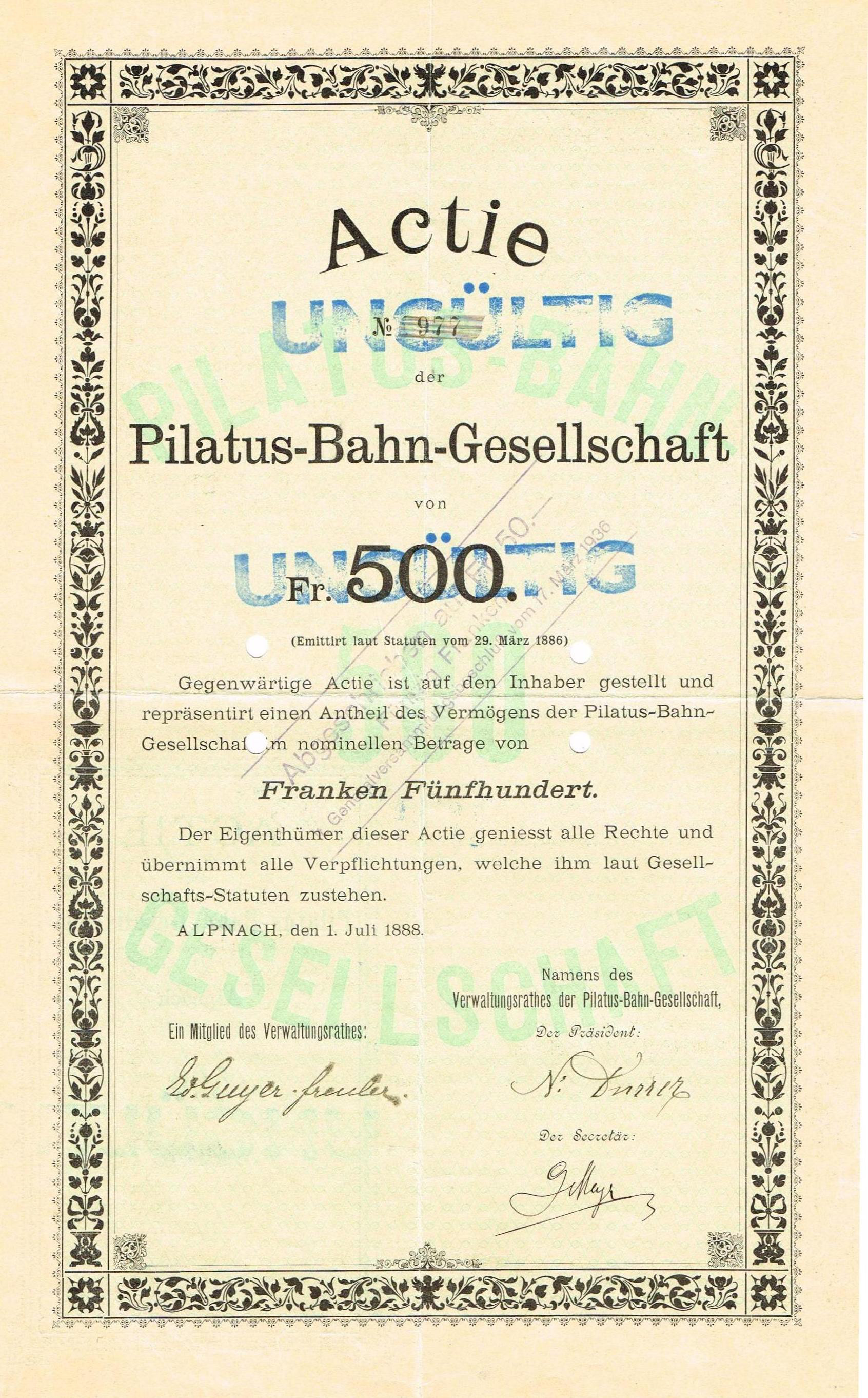
Action du Pilatus-Bahn-Gesellschaft, en date du 1er juillet 1888.
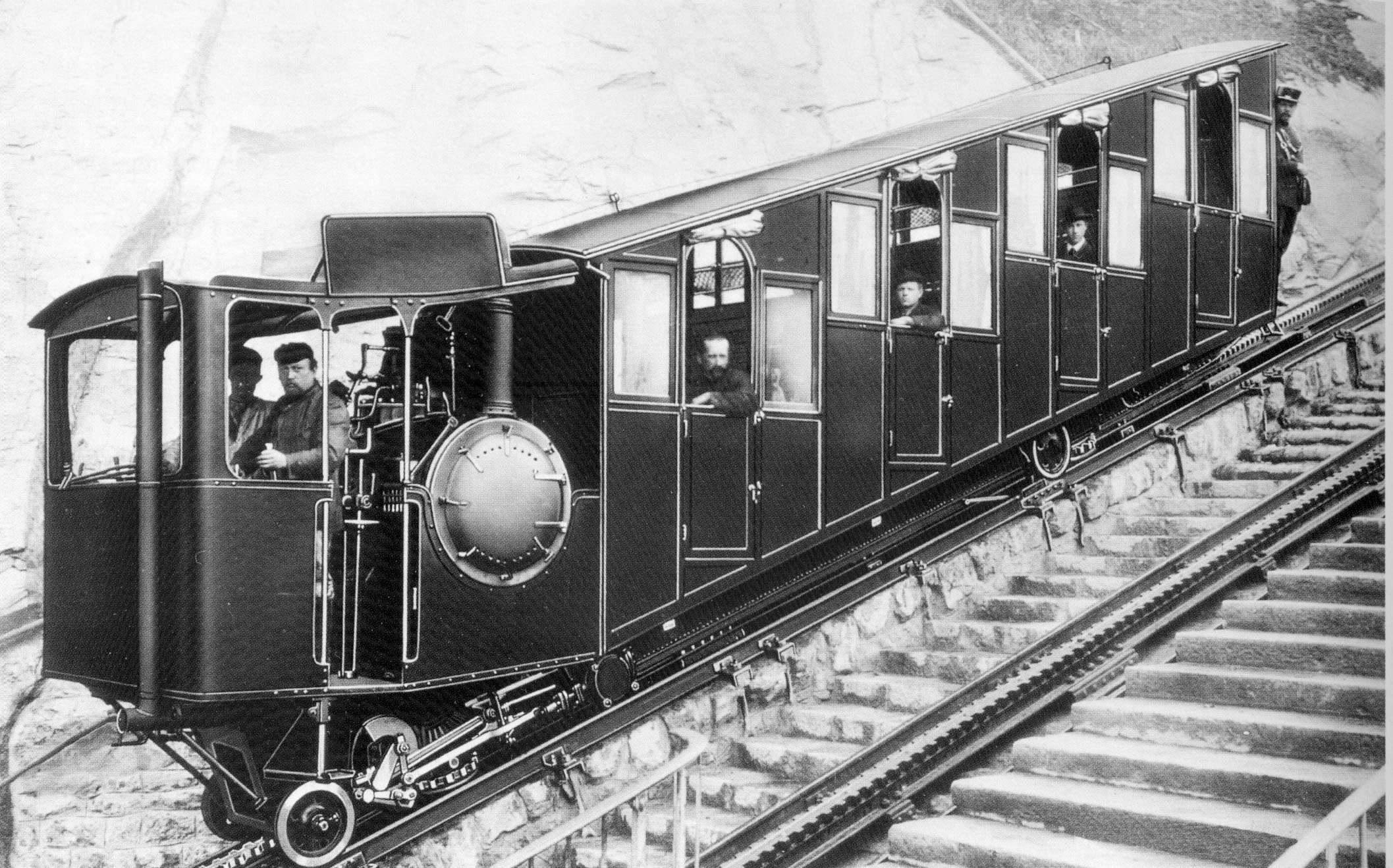
Les premières machines de transport vers 1890.

## Matériel roulant
Les véhicules (10), aujourd'hui en circulation, de type Bhe ½, datent des années 1930 et 1960. Elles étaient construites par SLM et MFO. Jusqu'en 2022, ont circulé, dix Bhe 1/2 numérotées 21 à 28, livrées en 1937, une Bhe N° 29, livrée en 1962 et une Bhe N° 30 livrée en 1968. La compagnie utilisait également un wagon Ohe 1/2 N° 31 pour le transport des marchandises vers les hôtels.
En 2022, la compagnie reçut la première voiture voyageur d'une série de huit (appareil n° 41), en commande chez Stadler Rail. Les wagons de 18 tonnes sont équipés de la technologie d’engrenages d’Eduard Locher. Le designer Thomas Küchler, a conçu les nouveaux wagons, très modernes. Un wagon fret est aussi prévu dans cette commande. Elles auront une capacité de 48 voyageurs et pourront être couplées. Les caisses de type funiculaire, sont fabriquées par Calag Carrosserie à Langenthal. Numérotées 41 à 48, elles ont une puissance de 358 kW, pour un poids à vide de 13.1 tonnes. Leur longueur est de 12.233 mètres et leur largeur est de 2.840. Elles peuvent circuler en UM de deux. La montée peut se faire à une vitesse de 15 km/h et la descente à 9-12 km/h.
Le 8 juin 2023, la compagnie annonce la mise en service du nouveau matériel Bhe 2/2 livré par Stadler Rail.

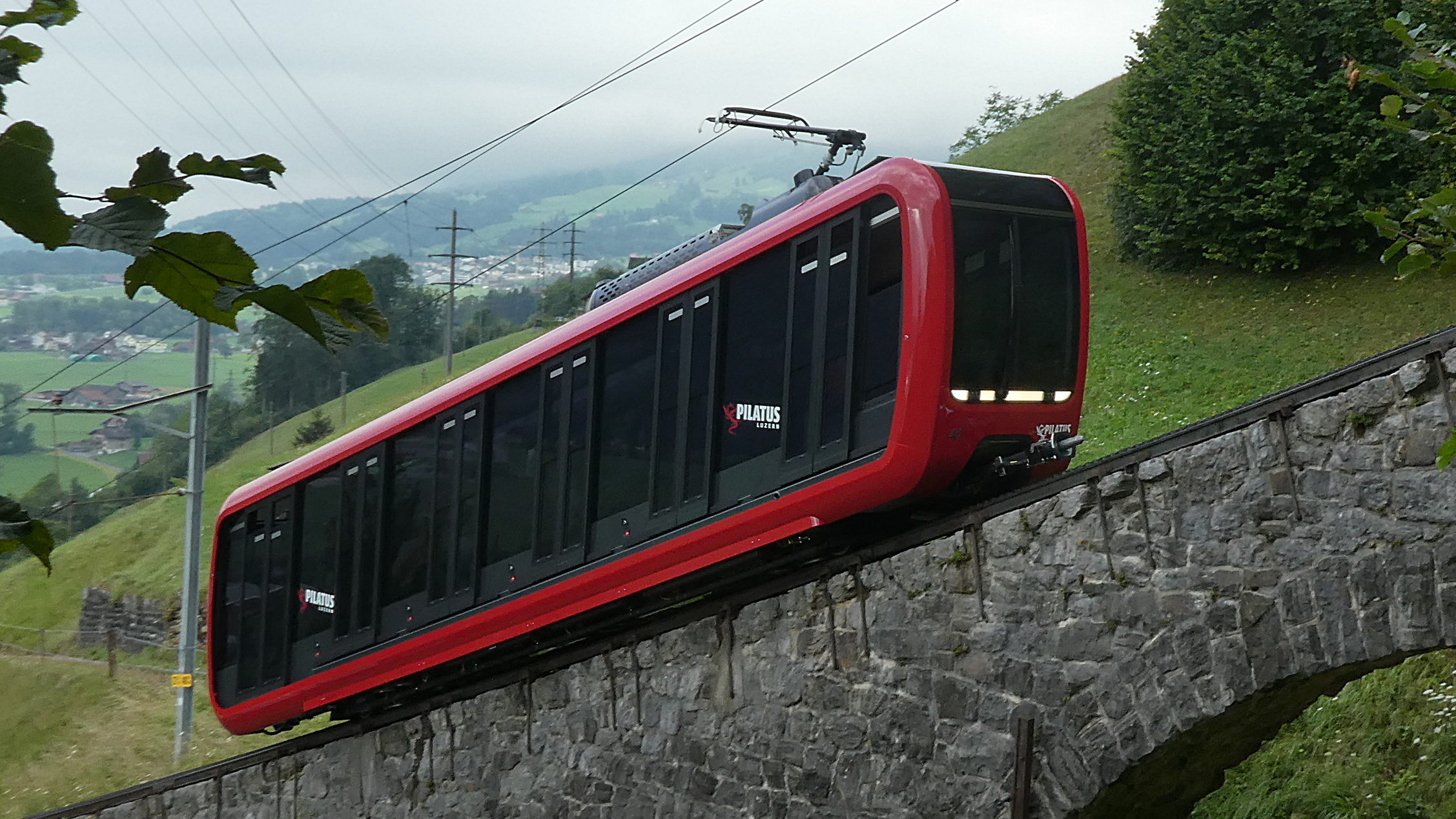
Le premier wagon de Bhe 2v2, livré en 2022.

## Patrimoine
Un des derniers véhicules anciens, l'autorail Bhe ½ 21, a quitté Alpnachstad le 13 novembre 2022, pour rejoindre le Musée suisse des transports à Lucerne où il sera exposé dans la nouvelle halle ferroviaire dès juin 2024, en compagnie de la locomotive à vapeur Pilatus.

### Sources
- Données techniques sur le Pilatusbahn
- Historique par l'entreprise Pilatusbahn